# خاتشکی
خاتشکی (به لهستانی:  Haćki) یک روستا در لهستان است که در گمینا بیلسک پودلاسکی واقع شده‌است.